# Публій Таррунтеній Патерн
Публій Таррунтеній Патерн (*Publius Tarutienus Paternus, 145 —186) — державній та військовий діяч, правник часів Римської імперії.

## Життєпис
Про родину Патерна немає відомостей. Службу розпочав у війську. Брав участь у Першій маркоманській війні, коли у 170 році завдав поразки ворогу. Вже у 170 році призначається секретарем з листування (scrinium epistularum) імператора Марка Аврелія. На цій посаді перебував до 171 року. У 178 році призначається префектом преторія. Відзначився від час Другої маркоманської війни, завдавши 179 року поразку коаліції племен маркоманів, квадів та наристів. Для цього він як імператорський посланець прибув до племені котінів, уклав союз, після чого очолив племінне ополчення й атакував маркоманів.
Зберіг свій вплив за імператора Коммода. Втім страта у 182 році за наказом Таррунтенія фаворита імператора Антера поклала край кар'єрі Патерна. Але отримав почесні консульські відзнаки. У 186 році був хибно звинувачений у змові проти імператора й страчений.

## Творчість
З його робіт майже нічого не збереглося. Відомо лише про значний твір «De re militari», де представлено досвід здійснення військових кампаній та методи війни римського війська. також в цьому творі Публій Патерн вперше з усіх правників розробляв військове право. З нього до Дигестів Юстиніана I увійшло 2 фрагменти.